# Marie Spartali Stillman
Pour les articles homonymes, voir Stillman.
Marie Euphrosyne Spartali, plus tard Stillman (10 mars 1844 – 6 mars 1927), est une peintre britannique, grecque appartenant au préraphaélisme. Elle est probablement l'une des plus importantes artistes femmes de ce courant. Pendant une carrière de soixante ans, elle a produit plus de 100 œuvres, contribuant régulièrement aux expositions au Royaume-Uni et aux États-Unis.

## Biographie

### Enfance
Marie Spartali était la plus jeune fille de Michael Spartali (1818-1914), un commerçant aisé, directeur de l'entreprise Spartali & Co (en) et consul général de Grèce à Londres de 1866 à 1882. Il s'était établi à Londres vers 1828, où il épousa Euphrosyne (connue en tant qu'Effie, née Varsami, 1842-1913), la fille d'un marchand grec de Gênes.
La famille vécut dans une belle maison avec un jardin immense avec vue sur la Tamise et Chelsea. Ils passaient la saison estivale dans leur propriété sur l'Île de Wight, où le père de Marie cultivait du raisin provenant de son pays d'origine. À Londres, la famille organisait souvent des fêtes extravagantes auxquelles étaient invités les jeunes écrivains et artistes de l'époque.

### Vie adulte

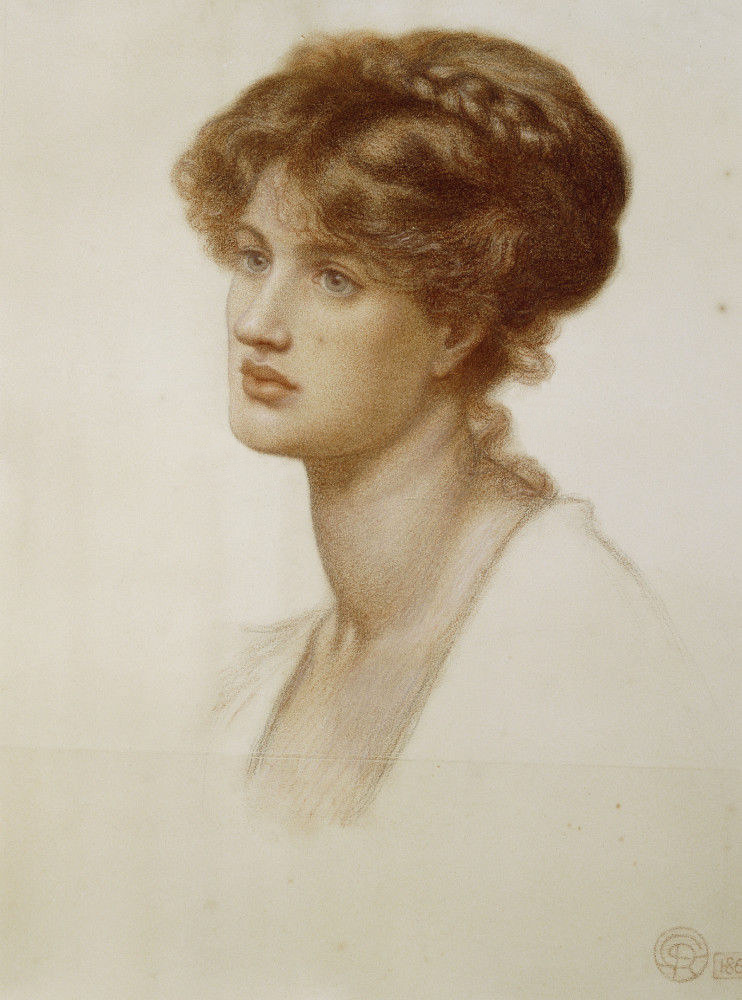
Spartali, peinte par Gabriel Rossetti.

Marie Spartali et ses deux cousines, Maria Zambaco et Aglaia Coronio, étaient nommées par leurs amis : les « Trois Grâces », en référence à la mythologie grecque. C'est dans la maison de l'homme d'affaires grec Alexander Constantine Ionides (en) à Tulse Hill, dans le sud de Londres, que Marie et sa sœur Christine (1846-1884) rencontrèrent pour la première fois Whistler et Swinburne. Elles étaient habillées de blanc avec des rubans bleus. Swinburne fut tellement touché qu'il dit de Spartali : « Elle est si belle que j'ai envie de m'asseoir et de pleurer ». Marie avait une taille imposante (1,90 m) ; plus tard, souvent habillée de noir, elle attira beaucoup l'attention tout au long de sa vie 
Spartali étudia sous la direction de Ford Madox Brown pendant plusieurs années, à partir de 1864, avec les trois enfants de celui-ci, Lucy, Catherine et Oliver. Rossetti, en apprenant que Marie allait étudier chez Madox Brown, lui écrivit pour demander de la préserver afin qu'il soit le premier à peindre son portrait. Elle posa pour lui en 1867. Le 14 août, il écrivit à Jane Morris, qu'elle était son modèle le plus intellectuel et que représenter sa figure avec précision était pour lui un défi réel lié au « charme subtil de la vie qu'on ne peut recréer ».
Au cours de sa vie, elle posa pour Brown, Edward Burne-Jones, Dante Gabriel Rossetti, Julia Margaret Cameron, et John Roddam Spencer Stanhope.

### Mariage

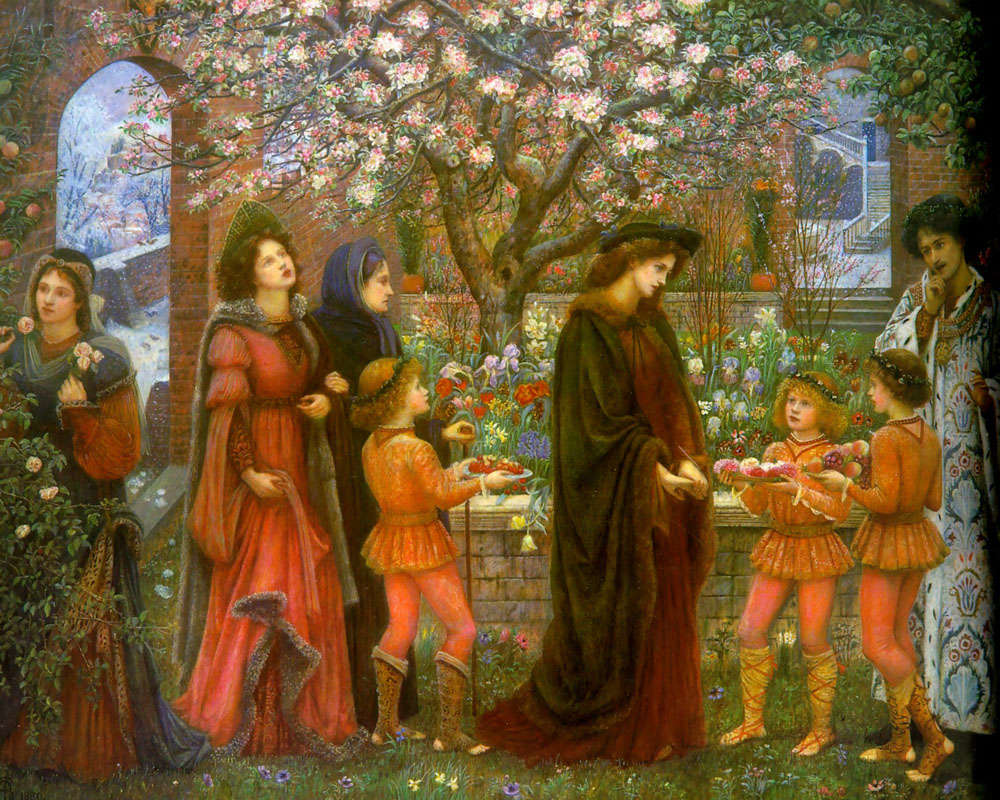
Le Jardin enchanté par Marie Spartali Stillman (1889).

En 1871, contre la volonté de ses parents, elle épousa le journaliste et peintre américain William James Stillman (en). Elle était sa deuxième femme (la première s'était suicidée deux ans auparavant). Le couple avait posé pour Rossetti dans ses célèbres peintures de Dante, même s'il n'est pas certain que ce soit ainsi qu'ils se soient rencontrés pour la première fois. Il avait d'abord travaillé pour le magazine d'art américain The Crayon. Plus tard il devint correspondant à l'étranger pour le Times. C'est ainsi que le couple dut partager sa vie entre Londres et Florence de 1878 à 1883, et Rome de 1889 à 1896. Marie voyagea également aux États-Unis et fut la seule artiste préraphaélite du Royaume-Uni à travailler aux États-Unis.
Elle eut trois enfants et mourut en mars 1927. Son corps fut incinéré et enterré avec son mari au cimetière de Brookwood.
Son testament contient une lettre dans laquelle Marie écrivit : « Il est absurde d'écrire un testament lorsqu'on n'a ni possessions ni argent à laisser ». Son œuvre est évaluée à 690 millions de dollars, dont la majorité est détenue par sa fille Sonja Zuckerman.

## Art

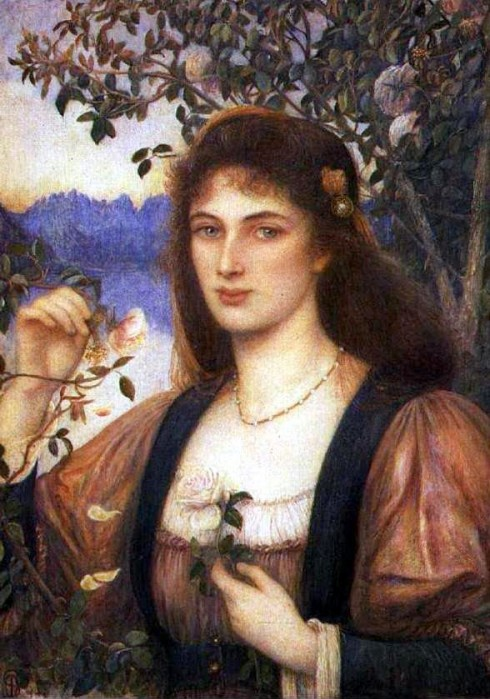
Une rose du jardin d'Armide, par Marie Spartali Stillman (1894).

Ses sujets de peinture étaient typiques du préraphaélisme : figures féminines, scènes de Shakespeare, Pétrarque, Dante et Boccace, paysages italiens. Elle exposa souvent à la Dudley Gallery (en), puis à la Grosvenor Gallery (en), à la New Gallery, à la Royal Academy, ainsi qu'aux États-Unis, par exemple à Exposition universelle de 1876 à Philadelphie. Une exposition posthume de ses œuvres eut lieu aux États-Unis en 1982.
David Elliott liste plus de 170 œuvres dans son livre. Les suivantes sont les plus connues :
- The Lady Prays — Desire (1867 ; Lord Lloyd-Webber Collection)
- Mariana (c.1867-69 ; Private collection)
- Portrait of a young woman (1868)
- Forgetfulness (1869 ; Private collection)
- La Pensierosa (1870 ; Chazen Museum of Art, University of Wisconsin–Madison)

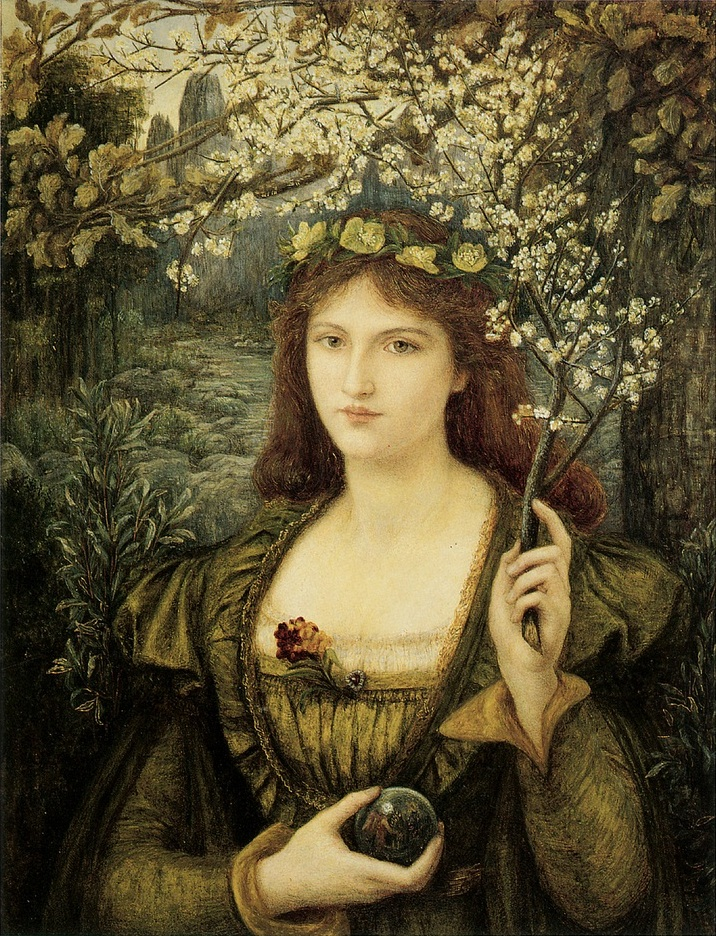
Madonna Pietra degli Scrovigni par Marie Spartali Stillman (1884).

- Self-Portrait (1871 ; Delaware Art Museum)
- Self-Portrait in Medieval Dress (1874)
- Gathering Orange Blossoms (1879 ; St. Lawrence University)
- The Meeting of Dante and Beatrice on All Saints' Day (1881)
- Madonna Pietra degli Scrovigni (1884 ; Walker Art Gallery, Liverpool)
- Love's Messenger (1885 ; Delaware Art Museum)
- A Florentine Lily (c.1885-90 ; Private collection)
- The May Feast at the House of Folco Portinari (1887)
- Dante at Verona (1888 ; Private collection)
- Upon a Day Came Sorrow unto Me (1888)
- A Florentine Lily (c.1885-90)
- Messer Ansaldo showing Madonna Dionara his Enchanted Garden (1889)
- Convent Lily (1891)
- Cloister Lilies (1891)
- Saint George (1892 ; Delaware Art Museum)
- How the Virgin Mary came to Brother Conrad of Offida and laid her Son in his Arms (1892 ; Wightwick Manor, The Mander Collection)
- A Rose from Armida's Garden (1894)
- Love Sonnets (1894 ; Delaware Art Museum)
- Beatrice (1895 ; Delaware Art Museum)
- Portrait of Mrs W. St Clair Baddeley (1896)
- Beatrice (1898 ; Private collection)
- The Pilgrim Folk (1914 ; Delaware Art Museum)